# ブラッドリー・ウィギンス
サー・ブラッドリー・ウィギンス（Sir Bradley Marc Wiggins, CBE、 1980年4月28日- ）は、イギリスの自転車競技選手。2004年12月31日に、大英帝国勲章オフィサー（大英帝国四等勲爵士）を受章。2009年に同コマンダー（大英帝国三等勲爵士）を授与された。

## 経歴
ウィギンスは1980年にベルギーのヘントでオーストラリア人のガリー・ウィギンス(1952 – 2008)と、イングランド人の母リンダの間に生まれる。ガリーは6日間レースなどに参加するトラック選手だった。ウィギンスが2歳の時に両親が離婚したため、母と共にロンドンへ移住することになった。

### キャリア初期からオリンピック
幼少時のウィギンスはサッカーチームに所属していたが、12歳のときバルセロナ五輪でクリス・ボードマンが金メダルを獲得したことに影響を受け、自転車競技に傾倒するようになった。
1948年に開催されたロンドンオリンピックのトラックレースの会場となったハーネヒル自転車競技場で自転車選手としての歩みをスタートさせる。ちなみにブラッドリーは出生地・ヘントで2003年に開催された6日間レースにおいて、マシュー・ギルモアとコンビを組んで優勝している（父親は優勝経験がなかった）。
1998年にジュニア世界選手権自転車競技大会の2000m個人追い抜きを優勝。エリートに転じてからは2003年に世界自転車選手権の4000m個人追い抜きで優勝。そして2004年のアテネオリンピックでは、4000m個人追い抜きで金、団体追い抜きで銀、マディソンで銅のそれぞれメダルを獲得。2007年の世界選手権においては個人・団体の両追い抜き種目で金メダルを獲得した。

### オリンピック二冠達成
2008年3月26日、マンチェスターで開催された世界自転車選手権・個人追い抜きにおいて、オランダのイェンニング・ヒュイゼンハを破り同大会同種目連覇。そしてこの種目での北京オリンピック出場を決めた。また、同年3月27日の同大会団体追い抜きでも優勝（イギリスチームは3分56秒32という当時の世界最高記録をマーク）を果たし、2年連続の個人・団体両追い抜き世界チャンピオンとなった。また、マーク・カヴェンディッシュとペアを組んだマディソンでも優勝した。
8月に行われた北京オリンピックでは個人追い抜きと団体追い抜きで金メダルを獲得（団体追い抜きでは、3月の記録をさらに上回る3分53秒314の世界最高記録を樹立）し、オリンピックのメダルの数は自転車選手としては史上最多タイの6個となった。

### ロードレース
北京オリンピックで成果を残した2008年シーズンを最後にウィギンスはトラック競技に区切りをつけ、2009年から競技の中心をロードレースへ移した。それ以前のロードレースの成績としては、2007年にドーフィネ・リベレでプロローグ制覇、ダンケルク4日間レースで区間優勝を果たしたが、いずれもタイムトライアルでのもの。また、同年のツール・ド・フランスにおいて、第6ステージの敢闘賞を獲得している。
グランツールでは2005年、2006年、2007年のツール・ド・フランス、2005年と2008年のジロ・デ・イタリアに出場している。
2009年
- ジロ・デ・イタリアで総合71位となった後、ツール・ド・フランスでは、ロードレース向けに体を絞ったこともあって山岳ステージにおいて総合上位陣から大きくは遅れず、個人TTやチームTTでの活躍により結果的に総合4位となった。後にランス・アームストロングの成績剥奪により繰上げで総合3位となる。

2010年
- ジロ・デ・イタリアに出場し、第1ステージのタイムトライアルで勝利。その後、集団落車が頻発した序盤戦で生じた有力選手たちとのタイム差を、前代未聞の集団逃げ切りが発生した第11ステージで挽回したものの、モンテ・ゾンコランやモルティローロ峠など名だたる激坂が集まった終盤の山岳ステージではイヴァン・バッソをはじめとする有力選手たちに大きく遅れをとり、総合成績は40位。
- ツール・ド・フランスでは総合23位。

2011年
- クリテリウム・デュ・ドフィネに出場。第3ステージの個人タイムトライアル終了時点で総合首位に立ち、その後続いた山岳コースも無難にまとめ、区間優勝未経験ながらも総合優勝を果たした。
- ツール・ド・フランスでは第7ステージで落車により鎖骨を骨折しリタイア。
- ブエルタ・ア・エスパーニャでは、一時総合首位にも立ち、その後総合2位となるチームメイトのクリス・フルームと巧みに連携しながら、総合優勝のフアン・ホセ・コーボとの接戦を演じた。最終総合順位は3位。

#### ツール・ド・フランス総合優勝
2012年
- パリ〜ニースでは、リーウ・ウェストラと第5ステージ以降接戦を演じ、最後の個人タイムトライアルでウェストラを2秒差下し（区間優勝）、総合8秒差で総合優勝。
- ツール・ド・ロマンディでは、ルイス・レオン・サンチェスとの競り合いとなったが、最終第5ステージの個人タイムトライアルでサンチェスから総合首位の座を奪い取って総合優勝。
- クリテリウム・デュ・ドフィネでは、得意の個人タイムトライアルでの快走に加え、山岳ステージでも大崩れしない走りを見せ、2年連続の総合優勝を決めた。
- 6回目の出場となったツール・ド・フランスでは、プロローグの個人タイムトライアルで、ファビアン・カンチェラーラに次いで2位に入り、その後、第6ステージまでカンチェラーラに次ぐ総合2位を堅持。そして中級山岳とはいえ、ゴール地点が1級カテゴリである第7ステージにおいて、チームメイトのクリス・フルームの強力な登坂力を利して[4] 区間3位に入り、同ステージ終了後、マイヨ・ジョーヌをカンチェラーラから奪取した。そして、第9ステージの個人タイムトライアルで、ツール・ド・フランスとしては自身初勝利となる区間優勝[5] を果たし、この時点で総合2位に浮上したカデル・エヴァンスに1分53秒の差をつけ、山岳ステージが始まる中・後半戦を迎えることになった。そして、第10ステージからはじまったアルプス山脈超えステージで、エヴァンスが不調[6] や不運なトラブル[7] に見舞われたこともあって総合首位の座を不動のものとし、続くピレネー山脈超えステージでも、フルームの登坂力を利しながら、総合3位に浮上したヴィンチェンツォ・ニバリを第17ステージで完封[8]。そして第19ステージの個人タイムトライアルも完勝[9] し、イギリス国籍選手として初めてツール・ド・フランスで総合優勝を果たした[10]。加えて、オリンピックのトラックレースの金メダリストがツールを制するのも、これが初めて[11] である。

#### オリンピック個人タイムトライアル優勝
- 地元開催となるロンドンオリンピックではロードレースの種目（個人ロード、個人タイムトライアル）のみ出場。開会式ではマイヨ・ジョーヌを意識したであろう黄色いサイクルジャージを着用したウィギンスが開会の合図となる「オリンピック・ベル」を鳴らした[12]。
- 8月1日に行われた個人タイムトライアルでは、参加選手中ただ一人50分台（50分39秒54）をマークし金メダルを獲得した。なお、オリンピックのメダルの数は自転車選手としては単独史上最多の7個となった。

#### その後
2013年はジロ・デ・イタリアを目標として調整し、カタルーニャ一周を総合5位で終えた。しかしジロでは雨に濡れた下り坂に苦戦した。自ら「少女のように坂を下る」などと語り、風邪と肺の感染症に苦しみ第12ステージでメイン集団から脱落してしまった。第13ステージを出走せずリタイアした。その後シーズン後半に体調を回復し、ツアー・オブ・ブリテン総合優勝やロードレース世界選手権・ITT銀メダルを獲得。
2014年はパリ〜ルーベで終盤まで先頭集団に残り最終的に9位に入った。ツアー・オブ・カリフォルニアとロードレース世界選手権・ITTを制した。
2015年、パリ〜ルーベを最後にロードレースの第一線から退くことを表明。パリ〜ルーベを18位でゴールし、その後自ら立ち上げたUCIコンチネンタルチーム、チーム・ウィギンスへ移籍した。

#### ふたたびトラックレースへ
2015年のパリ〜ルーベ終了後、翌年の2016年リオデジャネイロオリンピックの団体追い抜きでの金メダルを目指し、再びトラックレースに活動の中心を移す。6月7日、リー・バレー・ヴェロパークでアワーレコードに挑戦し54.526kmの世界新記録を樹立。
2016年、世界選手権自転車競技大会トラックレースではカヴェンディッシュとの往年のコンビでマディソンを優勝、団体追い抜きでは2位となった。
オリンピック団体追い抜きでは3:50.265の世界記録を樹立して金メダルを獲得。オリンピックのメダルの数は自転車選手としては単独史上最多の8個となった。

#### 引退
2016年12月28日、自身のフェイスブックなどで現役引退を表明した。

## 主な実績

### 1998年
- ジュニア世界選手権自転車競技大会 個人追抜 優勝

### 2000年
- シドニーオリンピック
  -  団体追抜 3位

### 2003年
- トラックレース世界選手権
  -  個人追抜 優勝
  - 団体追抜 2位
- ヘント6日間レース 優勝（+ マシュー・ギルモア）

### 2004年
- アテネオリンピック
  -  個人追抜 優勝
  -  団体追抜 2位
  -  マディソン 3位

### 2007年
- トラックレース世界選手権
  -  個人追抜 優勝
  -  団体追抜 優勝（+ ジェライント・トーマス、エド・クランシー、ポール・マニング）

### 2008年
- 北京オリンピック
  -  個人追抜 優勝
  -  団体追抜 優勝（+ ジェライント・トーマス、エド・クランシー、ポール・マニング）
- トラックレース世界選手権
  -  個人追抜 優勝
  -  団体追抜 優勝（+ ジェライント・トーマス、エド・クランシー、ポール・マニング）
  -  マディソン 優勝（+ マーク・カヴェンディッシュ）

### 2009年
- イギリス選手権 個人タイムトライアル（ITT）優勝
- ヘラルド・サン・ツアー  総合優勝
- ツール・ド・フランス 総合4位

### 2010年
- ジロ・デ・イタリア 区間優勝（第1ステージ）
- イギリス選手権・ITT 優勝

### 2011年
- パリ〜ニース 総合3位
- クリテリウム・デュ・ドフィネ  総合優勝
- イギリス選手権・個人ロードレース 優勝
- ブエルタ・ア・エスパーニャ
  - 総合3位 総合2位
  -  総合首位（第11〜14ステージ）
- ロードレース世界選手権・ITT 2位
- UCIワールドツアー 個人総合8位

### 2012年
- パリ〜ニース
  -  総合優勝
  -  ポイント賞
  - 区間優勝（第8ステージ）
- ツール・ド・ロマンディ
  -  最終第5ステージの個人タイムトライアルで優勝し、ルイス・レオン・サンチェスを逆転して総合優勝を果たした。
  - 区間優勝（第1、5ステージ・ITT）
- クリテリウム・デュ・ドフィネ
  -  総合2連覇（総合首位 第1〜最終ステージ）
  - 区間優勝（第4ステージ・ITT）
- ツール・ド・フランス
  -  総合優勝（総合首位 第7〜最終ステージ）
  - 区間2勝（第9ステージ・ITT, 19ステージ・ITT）
- ロンドンオリンピック
  -  ITT 優勝
- UCIワールドツアー 総合2位

### 2013年
- カタルーニャ一周 総合5位
- ツアー・オブ・ブリテン 総合優勝
- ロードレース世界選手権・ITT 2位

### 2014年
- ツアー・オブ・カリフォルニア  総合優勝
- イギリス選手権・ITT 優勝
- コモンウェルスゲームズ 団体追抜 2位
- ロードレース世界選手権・ITT  優勝

### 2015年
- アワーレコード 樹立 54.526 km

### 2016年
- 世界選手権自転車競技大会トラックレース
  -  マディソン 優勝（+ マーク・カヴェンディッシュ）
  - 団体追抜 2位
- リオデジャネイロオリンピック
  -  団体追抜 優勝（3:50.265、世界記録）

## 備考
- アーセナルFCのファン。
- 2010年に所属しているチームスカイの他のメンバーが電動版のデュラエースDi2をセレクトする中、ウィギンスのみ「飛ばしシフトが出来ない」（一度に2段シフトできない）という理由からワイヤー版の7900シリーズをセレクトしている。またチェーンリングも、楕円チェーンリング（O.Symetric）を使用しているなど、機材に拘りを見せている。
- 2013年には「ウィットに富んだイギリス人セレブ」の一般投票で1位に選ばれた[16]